# Myint Myint Khin
Myint Myint Khin (birmanisch မြင့်မြင့်ခင်; geboren am 15. Dezember 1923 in Pathein; gestorben am 19. Juni 2014 in Yangon (Rangoon) Myanmar) war eine birmanische Ärztin, Schriftstellerin und Verfechterin von Frauenrechten.

## Leben
Myint Myint Khin wurde als ältestes von drei Kindern geboren und zog als Jugendliche nach Yangon, wo sie den Zweiten Weltkrieg erlebte, in dem sie ihre Mutter und einen Bruder verlor. Sie heiratete ihren Kommilitonen, den Mediziner San Baw, mit dem sie bis zu seinem Tod 1984 verheiratet blieb. Nach dem Verlust ihres Mannes beschloss sie, in Rente zu gehen, und verließ 1985 ihr Heimatland, als ihr Sohn Myint Zan ohne Anklage und Prozess zehn Monate in politischer Haft genommen wurde. 1992 kehrte sie nach Myanmar zurück.
Myint Myint Khin wies darauf hin, dass die Frauen in Myanmar ihre einst etablierte Position in der traditionellen birmanischen Gesellschaft eingebüßt hätten und die heutige Stellung der birmanischen Frauen nicht deren traditionelle Kultur widerspiegele, sondern zeige, dass sie in einer vom Militär geschaffenen Kultur lebten. Diese sei rückständig und eine Schande für die Frauen.
Die von ihren Landsleuten häufig respektvoll und liebevoll „Mummy“ genannte Ärztin und Schriftstellerin verstarb 2014 im Alter von 91 Jahren in Yangon.

## Karriere
Myint Myint Khin begann ihre akademische Ausbildung mit dem Studium der englischen Literatur an der Universität von Rangoon (University of Yangon). 1946 erhielt sie ihren Bachelor und setzte ihre Studien an der medizinischen Fakultät der Universität fort. 1950 graduierte sie und trat ihre erste Stellung als Assistenzchirurgin im Krankenhaus von Rangoon an. Sie hielt sich zweimal zur Fortbildung im englischsprachigen Ausland auf: 1956 war sie an der University of Pennsylvania in Philadelphia, 1960 am Royal College of Physicians in Edinburgh. 1965 ernannte man sie zur Vorsitzenden der medizinischen Fakultät der Universität von Mandalay, wo sie von 1960 bis zu ihrer Berentung 1984 als Professorin tätig war. Sie beteiligte sich maßgeblich daran, Hunderte junger Menschen in medizinischen Berufen auszubilden und das Institut zu dem besten im Land zu machen.
1985 ging sie nach Malaysia, um an der National University of Malaysia Medizin zu lehren. Anschließend hatte sie das Amt einer Beraterin im Regionalbüro Südostasien der Weltgesundheitsorganisation in Neu-Delhi inne. Nach 1992 wurde sie Mitglied der Myanmar Medical Association, in deren Vorstand sie gewählt wurde. Parallel schrieb sie medizinische Artikel im Burma Medical Journal.
Nach dem Tod ihres Mannes stand sie dem Dr San Baw Research Fund vor, der die medizinische Forschung in Myanmar unterstützte, regelmäßig einen Preis vergab sowie medizinische Fachliteratur veröffentlichte.
Noch im Alter von 90 Jahren setzte sie sich für die Unterstützung von älteren Ärztinnen und Ärzten in Myanmar ein und gründete die Support Group for Elderly Doctors (SGED), die eine Tagesstätte unterhielt und darüber hinaus verschiedene Serviceleistungen anbot. Durch ihren Einsatz erhielt der Verein finanzielle Spenden und weitreichende Unterstützung.
Myint Myint Khin sprach sich als Medizinerin früh für die Aufklärung über AIDS in Myanmar aus. In den 1990er Jahren veröffentlichte sie ihr Buch The Bell Tolls for Everyone, in dem sie vor der Ausbreitung der Krankheit in ihrer Heimat warnte und dazu aufrief, die Krankheit ständig zu beobachten. In diesem Zusammenhang betonte sie auch die Wichtigkeit von Bildung und von der Alphabetisierung von Frauen, Maßnahmen, die nachweislich die Gesundheit in einer Familie positiv beeinflussen.
In hohem Alter veröffentlichte sie elf Bücher in englischer und birmanischer Sprache, die sich unter anderem damit befassten, wie man mit schweren Krankheiten lebt. Sie verfasste auch ihren ersten Gedichtband Poetry for Me, in dem sie die Trauer um ihren verstorbenen Mann verarbeitete. Ihre Wertschätzung der Dichtung war durch ihr erstes Studium der englischen Literatur entstanden, besonders gefiel ihr der britische Poet John Donne.

## Auszeichnungen (Auswahl)
- 2004: Sie gehörte zu The People of 2004, ernannt von der Zeitschrift The Irrawaddy[4]
- Ernennung zum Emeritus Medical Researcher durch das Gesundheitsministerium für ihren Beitrag zur wissenschaftlichen medizinischen Forschung in Myanmar[3]